# نادي الصليبخات
نادي الصليبخات الرياضي، وهو نادي رياضي كويتي، وهو واحد من آخر الأندية الكويتية التي تأسست، حيث تأسس في عام 1972، وأشهر اللاعبين الذي لعبوا في نادي الصليبخات هو عبيد الشمري ونهير الشمري وصقر خضير وفايز بندر، الملعب الحالي له استاد جابر المبارك الصباح، الذي يتسع ل 15000 متفرج، وهو أول ملعب تم بناؤه بالكويت على الطريقة الأوروبية.

## رؤساء النادي

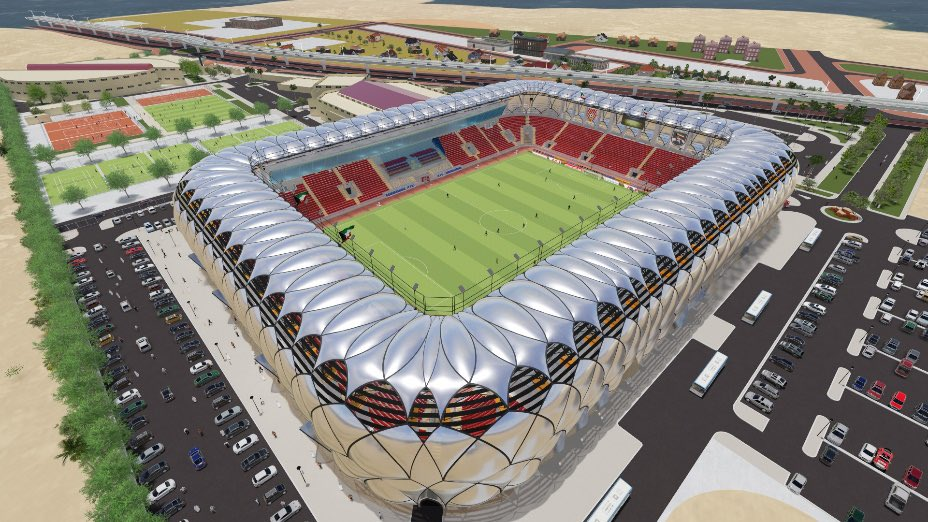
استاد جابر المبارك الصباح وهو الملعب الدولي لنادي الصليبيخات

- منصور سفاح الراشد واستمرة رأسته 6 أشهر واستقال لتسليم النادي إلى الفائز بالانتخابات.
- حمد الهرشاني ترأس النادي لمدة 5 أشهر واستقال ليرشح نفسه لمجلس الأمة الكويتي.
- علي شعبان القاسم أقدم رئيس نادي في الخليج وعميد رؤساء الانديه الكويتية منذ 1981 تدرج من لاعب كره بنادي عام 1974 إلى مدرب للفريق ثم مشرفًا ثم مدير للكرة ثم المدير الداخلي للنادي ثم أمين صندوق بالتعيين ثم أمين سر بالانتخاب ثم رئيس للنادي منذ 1981 حتى عام 2012.
- محمد هزاع الهاجري هو رئيس نادي الصليبخات الحالي منذ عام 2012 حتى الآن.

## تشكيلة الفريق الحالية
- آخر تحديث: 1 سبتمبر 2015.

ملاحظة: تشير الأعلام إلى المنتخب الوطني على النحو المحدد في قواعد الأهلية للفيفا. قد يحمل اللاعبون أكثر من جنسية واحدة غير تابعة للفيفا.
| الرقم | البلد    | المركز | اللاعب            |
| ----- | -------- | ------ | ----------------- |
| 1     | الكويت   | حارس   | داوود الخالدي     |
| 2     | الكويت   | مدافع  | عبدالرحمن الرفاعي |
| 3     | البرازيل | مدافع  | والاسي كوستا      |
| 4     | الكويت   | مدافع  | محمد العنزي       |
| 5     | الكويت   | مدافع  | مبارك سعد         |
| 6     | الكويت   | مدافع  | مساعد عبد الله    |
| 7     | الكويت   | مهاجم  | يوسف النشيط       |
| 8     | الكويت   | وسط    | عبد الله صحن      |
| 9     | الكويت   | مهاجم  | بدر العنزي        |
| 10    | الكويت   | مهاجم  | مشعل ذياب         |
| 11    | الكويت   | وسط    | أحمد حواس         |

| الرقم | البلد      | المركز | اللاعب              |
| ----- | ---------- | ------ | ------------------- |
| 12    | الكويت     | وسط    | هاشم الرامزي        |
| 14    | الكويت     | وسط    | عبدالعزيز عشوان     |
| 16    | الكويت     | وسط    | سلطان الماجدي       |
| 17    | الكويت     | مهاجم  | بدر إبراهيم المطيري |
| 18    | الكويت     | وسط    | أحمد مطر            |
| 20    | الكويت     | مدافع  | سليمان ثامر         |
| 22    | الكويت     | حارس   | فهد الخالدي         |
| 26    | الكويت     | مدافع  | مجيد طلال           |
| 28    | الكويت     | مدافع  | عادل الحداد         |
| 30    | ساحل العاج | وسط    | عبدالله كوليبالي    |
| 44    | الكويت     | حارس   | علي العيسى          |

## إنجازات الفريق
- دوري الدرجة الأولى الكويتي ثلاث مرات: 1976/77، 2008/09، 2011/12.

- طالب حسين
- عبيد الشمري
- نهير الشمري
- صقر خضير
- فايز بندر
- مبارك عبد العزيز
- عبد الله صحن
- مشعل ذياب
- ثامر عناد
- خالد بادي

## أبرز المدربين
| الأعوام         | المدرب           | الجنسية |
| --------------- | ---------------- | ------- |
| 1992-1991       | عبد الله اليرموك | الكويت  |
| 1994-1992       | دايف غاسكل       | إنجلترا |
| 2003-1994       | عبد الله اليرموك | الكويت  |
| 2010-2003       | ثامر عناد        | الكويت  |
| 2011-2010       | عبد الله اليرموك | الكويت  |
| 2011-2013       | دراغان           | صربيا   |
| 2014 - 2015     | ماهر الشمري      | الكويت  |
| 2015 - حتى الآن | عماد سليمان      | مصر     |